# Erythrina williamsii
Erythrina williamsii är en ärtväxtart som beskrevs av Krukoff och Rupert Charles Barneby. Erythrina williamsii ingår i släktet Erythrina och familjen ärtväxter. Inga underarter finns listade i Catalogue of Life.